# カルロス・ガマーラ
カルロス・ガマーラ（Carlos Alberto Gamarra Pavon, 1971年2月17日 - ）は、パラグアイ出身の元サッカー選手。ポジションはディフェンダー（センターバック）。
パラグアイ代表のキャプテンを務めた。パラグアイ代表歴代最多キャップ数を誇る。

## 経歴
FIFAワールドカップでは1998年のフランス大会、2002年の日韓共催大会、2006年のドイツ大会の3大会に出場した。フランスW杯ではFIFAによるオールスターチームにも選出された。ドイツW杯後に代表から引退。2007年1月、出身クラブであるセロ・ポルテーニョのライバルチーム、オリンピア・アスンシオンと契約を結んだ。2007年シーズン終了後に現役を引退した。

## 所属クラブ
- セロ・ポルテーニョ 1991-1992
- CAインデペンディエンテ 1992
- セロ・ポルテーニョ 1993-1995
- SCインテルナシオナル 1995-1996
- SLベンフィカ 1997
- SCコリンチャンス・パウリスタ 1998
- アトレティコ・マドリード 1999-2000
- CRフラメンゴ 2000-2001
- AEKアテネFC 2001-2002
- インテルナツィオナーレ・ミラノ 2002-2005
- SEパルメイラス 2005-2006
- オリンピア・アスンシオン 2007

## 代表歴

### 出場大会
- U-23パラグアイ代表 2004
  - 2004年 - アテネオリンピック 銀メダル ※オーバーエイジ
- パラグアイ代表 1993-2006
  - 1998年 - フランスW杯 (ベスト16)
  - 2002年 - 日韓W杯 (ベスト16)
  - 2006年 - ドイツW杯 (グループリーグ敗退)

### 試合数
- 国際Aマッチ 109試合 12得点（1993年-2006年）[1]

| パラグアイ代表 | 国際Aマッチ | 国際Aマッチ |
| 年             | 出場        | 得点        |
| -------------- | ----------- | ----------- |
| 1993           | 9           | 0           |
| 1994           | 0           | 0           |
| 1995           | 10          | 1           |
| 1996           | 7           | 1           |
| 1997           | 15          | 3           |
| 1998           | 13          | 0           |
| 1999           | 4           | 0           |
| 2000           | 8           | 0           |
| 2001           | 6           | 0           |
| 2002           | 9           | 1           |
| 2003           | 6           | 2           |
| 2004           | 9           | 2           |
| 2005           | 7           | 1           |
| 2006           | 6           | 1           |
| 通算           | 109         | 12          |

## 個人タイトル
- 南米年間ベストイレブン : 1995, 1996, 1998, 2000, 2005
- FIFAワールドカップ1998 オールスターチーム(大会公式優秀選手) : 1998